# Río Yaupi
Der Río Yaupi ist ein etwa 67 km langer linker Nebenfluss des Río Santiago in der Provinz Morona Santiago im Osten von Ecuador.

## Flusslauf
Der Río Yaupi entspringt in einem subandinen Gebirgszug auf einer Höhe von etwa 1300 m. Das Quellgebiet befindet sich 30 km südöstlich der Stadt Santiago de Méndez. Der Río Yaupi fließt anfangs 15 km in Richtung Südsüdost. Er nimmt anschließend den weiter westlich verlaufenden Río Ajuntai Entza auf und wendet sich auf den folgenden 10 km in Richtung Nordnordost. Der Río Chinkianas mündet von Nordwesten kommend in den Río Yaupi. Dieser wendet sich nun nach Osten. Es münden die Flüsse Río Wampis, Río Huambiza und Río Chapiza in den Río Yaupi, alle von Norden kommend. Auf Höhe der Einmündung des Rio Wampis liegt die Ortschaft Yaupi 2,3 km nördlich des Flusslaufs. Weitere 3 km entfernt liegt der See Laguna de Kumpak. Bei Flusskilometer 22,5, unterhalb der Einmündung des Río Chapiza, wendet sich der Río Yaupi nach Süden. Auf seinen letzten 16 Kilometern strömt der Río Yaupi nach Südosten. 5 km oberhalb der Mündung überquert die Fernstraße E40 (Santiago de Méndez–San José de Morona) den Fluss. Der Río Yaupi mündet schließlich an der peruanischen Grenze in den Río Santiago.

## Einzugsgebiet
Das Einzugsgebiet des Río Yaupi umfasst eine Fläche von etwa 1130 km². Es erstreckt sich über eine subandine Gebirgsregion und wird im Westen und Osten von einem Gebirgskamm begrenzt. Im Norden und Osten grenzt es an das Einzugsgebiet des Río Mangosiza, im Südosten an das des Río Morona. Im Nordwesten grenzt es an das Einzugsgebiet des Río Upano sowie im Westen und Süden an das des Río Santiago.